# Acharax
Acharax (griech. α/a = nicht und χάραξ/charax, m. = Stachel, Dorn, Pfahl) ist eine Muschel-Gattung in der Familie der Schotenmuscheln (Solemyidae) aus der Ordnung der Solemyida. Die ältesten, sicher zu Gattung Acharax gehörenden Vertreter stammen aus dem Albium (höhere Unterkreide). 2011 stellte John Bowman Bailey einige Arten aus dem Oberkarbon zur Gattung Acharax, was den frühesten Nachweis der Gattung erheblich weiter zurück in die Erdgeschichte verlegen würde.

## Merkmale
Die gleichklappigen, aber stark ungleichseitigen Gehäuse der Acharax-Arten sind groß bis sehr groß (bis knapp 30 cm Länge: †Acharax yokosukensis Kanie & Kuramochi, 1995). Sie sind hinten und vorne abgerundet, länglich-eiförmig, länglich-elliptisch oder mit weitgehend parallel verlaufenden Ventral- und Dorsalränder. Sie sind mäßig aufgebläht (dick) und klaffen am Vorder- und Hinterende. Die Wirbel sind zum Hinterende verlagert; diese sind klein und stoßen zusammen.
Eine Lunula ist nicht vorhanden, die Area ist dafür recht groß. Der Gehäuserand ist recht scharf und wird vom Periostracum gebildet, das aber häufig eingerissen oder bereits abgerissen ist. Das Ligament ist vollkommen extern und liegt vor und hinter den Wirbeln. Ein Ligamentträger ist nicht vorhanden. Das Schloss ist zahnlos.
Die mineralische Schale ist weißlich, mäßig dick bis dünn, und besteht aus Aragonit. Das der mineralischen Schale fest anhaftende, vergleichsweise dicke organische Periostracum ragt deutlich über den Rand der mineralischen Schale hinaus. Die Oberfläche  weist breite radiale Rippen auf, die durch flache eingetiefte Streifen voneinander getrennt sind.
Es sind zwei Schließmuskeln vorhanden, von denen der vordere aber deutlich größer ist als der hintere Schließmuskel. Der Ansatz des hinteren Schließmuskels ist leicht in die Schale eingetieft.

## Geographische Verbreitung und Lebensweise
Die Gattung ist weltweit verbreitet. Die Acharax-Arten sind ausgesprochene Tiefseeformen (tiefer als 400 Meter bis in rund 5.000 Meter), die an Cold Seeps vorkommen oder in Sedimenten, die von aufsteigenden hydrothermalen Wässern beeinflusst sind. Acharax kam im Miozän und Pliozän auch im Mittelmeer vor.
Alle Arten der Gattung Acharax ernähren sich von chemoautotrophen, sulfidoxydierenden Bakterien im Kiemengewebe. Die Entwicklung erfolgt über z. T. sehr große, dotterreiche Eier und eine spezielle nicht-planktotrophe Larve (Pericalymma-Larve).

## Taxonomie
Das Taxon wurde 1908 von William Healey Dall aufgestellt. Die Typusart ist Solemya johnsoni Dall, 1891. Das World Register of Marine Species weist der Gattung derzeit zehn rezente Arten zu. Hinzu kommen noch einige fossile Arten; die Paleobiology Database ist in dieser Hinsicht sehr unvollständig.
- - Acharax alinae Métivier & Cosel, 1993
  - Acharax bartschii (Dall, 1908)
  - †Acharax belenensis Olsson, 1931 (Oligozän)
  - †Acharax bosoanus (Hatai & Koike, 1957)[6]
  - †Acharax buricus Olsson, 1942 (Pliozän)
  - Acharax caribbaeus (H. E. Vokes, 1970)
  - Acharax clarificata Dell, 1995
  - †Acharax cretaceus Kanie & Nishida, 2000 (Cenomanium, Campanium)[7]
  - †Acharax dalli (Clark, 1925) (Eozän)[6]
  - †Acharax doderleini (Mayer 1861) (Miozän/Pliozän)[8]
  - †Acharax excisus (de Koninck, 1885) (Karbon)[1]
  - Acharax gadirae P. G. Oliver, Rodrigues & Cunha, 2011
  - †Acharax gigas (Kanno, 1960) (Miozän)[2]
  - Acharax grandis (Verrill & Bush, 1898)
  - Acharax japonicus (Dunker, 1882)
  - Acharax johnsoni (Dall, 1891)
  - †Acharax mikasaensis Kiel, Amano & Jenkins, 2008 (Albium)[7]
  - Acharax patagonicus (E. A. Smith, 1885)
  - Acharax prashadi (H. E. Vokes, 1955)
  - †Acharax primaevus (Phillips, 1836) (Karbon)[1]
  - †Acharax radiatus Meek & Worthen, 1860 (Karbon/Perm)[1]
  - †Acharax subquadratus (Foresti, 1879) (Miozän/Pliozän)[8]
  - †Acharax tokunagai (Yokoyama, 1925) (Miozän)[7]
  - †Acharax trapezoides Meek, 1874 (Karbon)[1]
  - †Acharax ventricosus Conrad, 1849 (Miozän/Pliozän)[9]
  - †Acharax yessoensis (Kanehara, 1937)[6]
  - †Acharax yokosukensis Kanie & Kuramochi, 1995 (Miozän)[2]

Carter 1990 unterteilte die Gattung Acharax in zwei Untergattungen: Acharax (Acharax) und Acharax (Nacrosolemya) Carter, 1990.

## Belege